# Oratorio della Beata Vergine delle Grazie (Monzambano)
Appartenente alla parrocchia di San Nicola di Bari in Castellaro Lagusello, diocesi di Mantova, l'oratorio della Beata Vergine delle Grazie, noto come "staffolo delle Crosare" è posto all'ingresso orientale del borgo di Castellaro Lagusello (frazione del comune di Monzambano), ed è citato nei documenti per la prima volta nel 1636.
La sua facciata neoclassica è divisa da quattro lesene che sostengono una aggettante trabeazione che sostiene il frontone con la dedica della chiesa.
Sulla sommità del fastigio tre croci in ferro.
All'interno, con soffitto a volta, pregevole l'affresco sopra l'altare raffigurante la Madonna con Bambino, opera del XVI secolo, inquadrato in un apparato figurativo e ornamentale a rilievo, datato 1705, che comprende le statue di san Giuseppe e san Carlo Borromeo.,,.